# Canon pali
El Tipitaka o Tripitaka (del pali ti ‘tres’ y pitaka ‘cestos, canastas’), conocido también como el Canon Pali, es la colección de los antiguos textos budistas escritos en pali, que constituyen el cuerpo doctrinal y fundacional del theravada y el mahayana. Es el canon existente más completo de las escrituras budistas tempranas. Se deriva principalmente de la escuela Tamrashatiya.
Durante el Primer Consejo Budista, tres meses después del parinibbana de Gautama Buddha en Rajgir, Ananda recitó el Sutta Pitaka, y Upali recitó el Vinaya pitaka. Los Arhat presentes aceptaron las recitaciones y, en adelante, las enseñanzas fueron preservadas oralmente por la Sangha. El Tipitaka que se transmitió a Sri Lanka durante el reinado del rey Asoka se conservó inicialmente oralmente y luego se escribió en hojas de palma durante el Cuarto Consejo Budista en 29 a. C., aproximadamente 454 años después de la muerte de Gautama Buddha. La afirmación de que los textos fueron "hablados por el Buda" se entiende en este sentido no literal.
La existencia de la tradición bhanaka existente hasta épocas posteriores, junto con otras fuentes, demuestra que la tradición oral siguió coexistiendo con las escrituras escritas durante muchos siglos. Así pues, la llamada escritura de las escrituras fue sólo el comienzo de una nueva forma de tradición, y probablemente los monjes más conservadores se opusieron a la innovación. Como ocurre con muchas otras innovaciones, sólo después de algún tiempo fue generalmente aceptada. Por eso, mucho más tarde, las actas de este acontecimiento se transformaron en un relato de un "concilio" (sangayana o sangiti) que se celebró bajo el patrocinio de Rey Vattagamani.
Se han encontrado fragmentos textuales de enseñanzas similares en el Āgama de otras escuelas budistas importantes de la India. Sin embargo, se escribieron en varios Prakrits distintos del Pali, así como en Sánscrito. Algunas de ellas se tradujeron posteriormente al chino (la primera data de finales del siglo IV d. C.). La versión de Sri Lanka que se conserva es la más completa, pero fue redactado extensamente unos 1.000 años después de la muerte de Buda, en el siglo V o VI de nuestra era.  Los fragmentos textuales más antiguos del Pali canónico se encontraron en las ciudades-estado Pyu de Birmania y datan únicamente de mediados del siglo V a mediados del siglo VI d. C.
El Canon Pāli se divide en tres categorías generales, denominadas pitaka, que en Pali significa "cesta", en referencia a los receptáculos en los que se guardaban los manuscritos de hoja de palma). Así, el canon se conoce tradicionalmente como Tipiṭaka ("tres cestas"). Los tres pitakas son los siguientes:
1. Vinaya Pitaka ("Cesta de la disciplina"), que trata de las reglas o disciplina de la sangha[12][9]
2. Sutta Pitaka (Sutra/Canasta de dichos), discursos y sermones de Buda, algo de poesía religiosa; la cesta más grande[12]
3. Abhidhamma Pitaka, tratados que elaboran doctrinas budistas, en particular sobre la mente; también llamada la cesta de la "filosofía sistemática".

El Vinaya Pitaka y el Sutta Pitaka son notablemente similares a las obras de las primeras escuelas budistas, a menudo denominadas Escrituras budistas tempranas. El Abhidhamma Pitaka, sin embargo, es una colección estrictamente Theravada y tiene poco en común con las obras Abhidhamma reconocidas por otras escuelas budistas.

## El Canon en la tradición Theravada
.

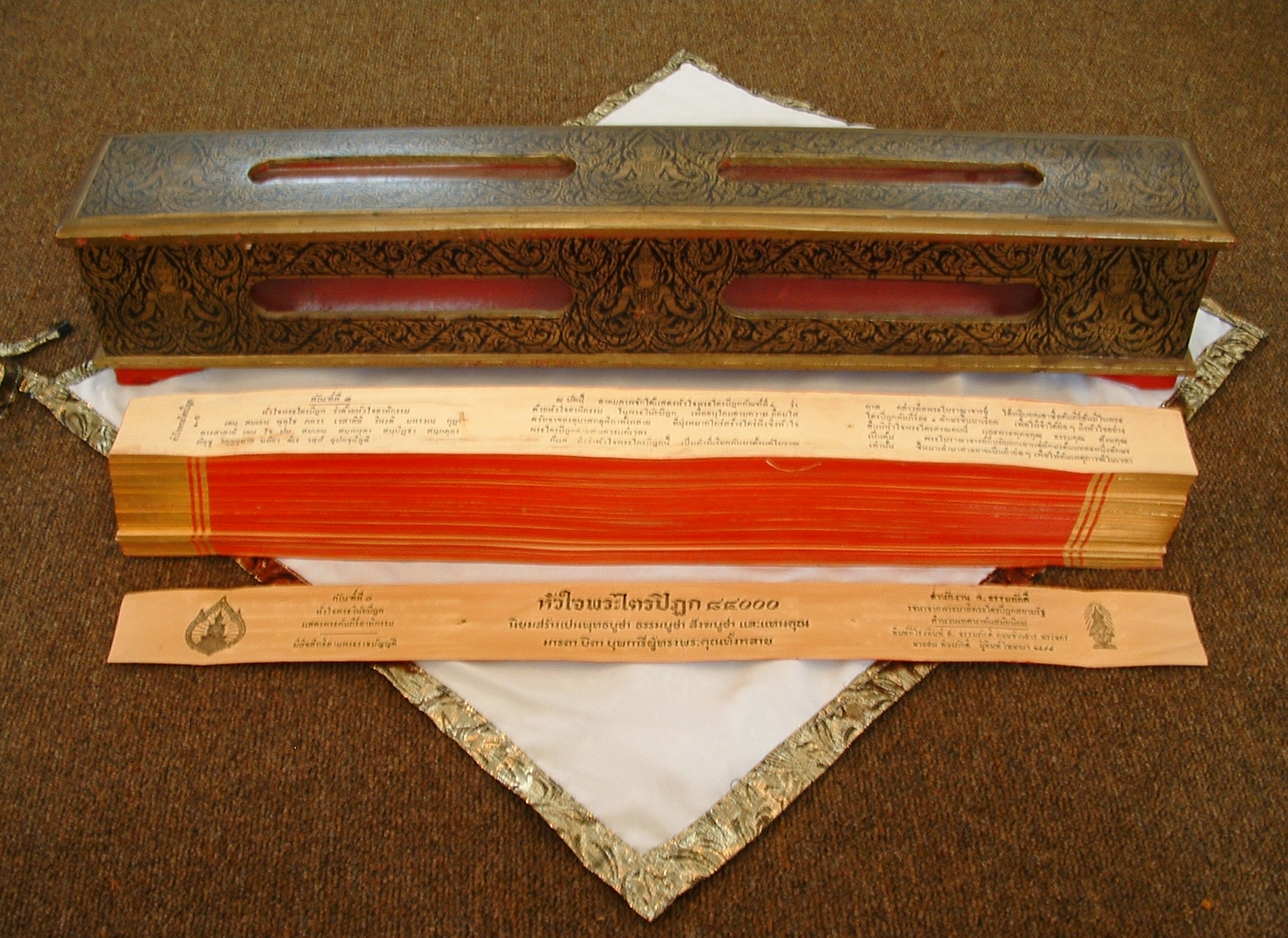
En tiempos premodernos, el Canon Pali no se publicaba en forma de libro, sino que se escribía en finas láminas de madera (llamadas manuscrito de hoja de palma) o bambú. Las hojas se mantienen unidas por finos palos, y la escritura se cubre con tela y se guarda en una caja

El Canon es descrito tradicionalmente por los Theravada como la Palabra de Buda (buddhavacana), aunque esto no se entiende en un sentido literal, ya que incluye enseñanzas de los discípulos.
La interpretación tradicional Theravādin (Mahavihārin) del Canon Pali se da en una serie de comentarios que cubren casi todo el Canon, compilados por Buddhaghosa (fl. siglos IV-V d. C.) y monjes posteriores, principalmente sobre la base de materiales anteriores ahora perdidos. Posteriormente se escribieron Subcomentarios, que comentaban el Canon y sus comentarios. La interpretación tradicional Theravādin se resume en el Visuddhimagga de Buddhaghosa..
Un portavoz del Consejo Buda Sasana de Birmania afirma que el Canon contiene todo lo necesario para mostrar el camino al nirvāna; los comentarios y subcomentarios incluyen a veces mucha materia especulativa, pero son fieles a sus enseñanzas y a menudo ofrecen ilustraciones muy esclarecedoras. En Sri Lanka y Tailandia, el budismo "oficial" ha adoptado en gran parte las interpretaciones de los eruditos occidentales.
Aunque el Canon existe en forma escrita desde hace dos milenios, su anterior naturaleza oral no se ha olvidado en la práctica budista: la memorización y la recitación siguen siendo habituales. Entre los textos que se recitan con más frecuencia están las Paritta. Incluso los laicos suelen saberse de memoria al menos unos cuantos textos breves y recitarlos con regularidad; esto se considera una forma de meditación, al menos si se entiende el significado. De los monjes, por supuesto, se espera que sepan bastante más (véase Dhammapada más abajo para un ejemplo). Un monje birmano llamado Vicittasara llegó a aprenderse de memoria todo el Canon para el Sexto concilio (de nuevo según la numeración Theravada habitual).
La relación de las escrituras con el budismo tal y como existe realmente entre los monjes y los laicos es, como ocurre con otras tradiciones religiosas importantes, problemática: las pruebas sugieren que sólo partes del canon gozaron alguna vez de una amplia difusión, y que las obras no canónicas fueron a veces mucho más utilizadas; los detalles variaron de un lugar a otro. Rupert Gethin sugiere que toda la historia budista puede considerarse como una elaboración de las implicaciones de las primeras escrituras.

## Orígenes
Según una parte tardía del Canon Pali, el Buda enseñó los tres pitakas. Los Theravadins creen tradicionalmente que la mayor parte del Canon Pali se originó a partir del Buda y sus discípulos inmediatos. Según las escrituras, se celebró un concilio poco después del fallecimiento de Buda para recopilar y preservar sus enseñanzas. La tradición Theravada afirma que el Canon se recitó oralmente desde el siglo V hasta el siglo I a. C., cuando se puso por escrito. La memorización se reforzaba con recitaciones comunitarias regulares. La tradición sostiene que sólo se hicieron algunas adiciones posteriores. Los pitakas Theravādin se escribieron por primera vez en Sri Lanka en el templo Alu Viharaya no antes del 29-17 a. C. Templo no antes del 29-17 a. C.
El escenario geográfico de los textos identificables dentro del Canon corresponde generalmente a lugares de la región del Ganges en el noreste de la India, incluyendo los reinos de Kosala, Kasi, Vajji, y Magadha. Mientras que la tradición Theravada ha considerado generalmente que el pali es sinónimo de la lengua del reino de Magadhi hablada por Buda, los lingüistas han identificado el pali como más estrechamente relacionado con otras lenguas prakrit de la India occidental, y han encontrado incompatibilidades sustanciales con los pocos ejemplos conservados de magadhi y otras lenguas prakrit del noreste.  La investigación lingüística sugiere que las enseñanzas de Buda pueden haber sido registradas originalmente en una lengua de la India oriental, y transpuestas al precursor de la India occidental, el pali, en algún momento antes de la era Asokan.
Gran parte del material del Canon no es específicamente Theravādin, sino la colección de enseñanzas que esta escuela conservó del cuerpo de enseñanzas primitivo y no sectario. Según Peter Harvey, éste contiene material que está en desacuerdo con la posterior ortodoxia Theravādin. Afirma que "los Theravādins, entonces, pueden haber añadido textos al Canon durante algún tiempo, pero no parecen haber alterado lo que ya tenían de un período anterior" . Diversos factores sugieren que los primeros budistas de Sri Lanka consideraban la literatura canónica como tal y la transmitían de forma conservadora.
Por lo general, la tradición Theravada considera que el Canon en su conjunto tiene su origen en Buda y sus discípulos inmediatos (con la excepción de algunos textos, generalmente Abhidhamma, que se refieren explícitamente a acontecimientos posteriores a su muerte). Los eruditos difieren en sus opiniones sobre el origen del Canon Pali, pero en general creen que el Canon incluye varios estratos de textos relativamente tempranos y tardíos, pero con poco consenso en cuanto a la datación relativa de las diferentes secciones del Canon o qué textos pertenecen a qué época.

## Tipitaka
El Canon Pali se conoce como Tipitaka, o "Tres Cestos", porque los manuscritos que contenía, inscritos sobre hojas secas de palmera, se guardaban en tres cestos diferentes.

### Vinaya Pitaka
Vinaya Pitaka, o Cesto de Disciplina (Monástica), es la primera división del Tipitaka o Canon Pali, la cual constituye el soporte de la vida monástica del Sangha. Incluye las reglas que regulan la vida de los monjes (bhikkhus) y las monjas (bhikkhunis) pero también contiene los procedimientos de la convivencia y las convenciones de la etiqueta orientadas al logro de la armonía tanto en la relación entre los miembros de la vida monástica, como entre ellos y sus seguidores laicos. Sin embargo, el Vinaya-pitaka no es solamente un simple listado de reglas sino que incluye también las historias que originaron a cada una de dichas reglas, proveyendo detalles sobre cómo el Buda solucionaba los problemas que iban apareciendo dentro del Sangha y mantenía la armonía dentro de la Comunidad que se volvía cada vez más grande y diversificada. Está compuesto por 6 volúmenes.

### Sutta Pitaka
Sutta Pitaka, o Cesto de Discursos, es la colección de los discursos o sermones, cuya autoría se atribuye generalmente al mismo Buda y, a veces, a sus más inmediatos discípulos. Esta Cesta contiene el corazón de las enseñanzas budistas. Siendo la parte más extensa, los discursos o Suttas están divididos en 5 volúmenes o Nikayas (el número de los volúmenes corresponde a la edición de la PTS (Pali Text Society)). 
1. Dīgha Nikāya, o Colección de 34 "Discursos Largos" (3 volúmenes).
2. Majjhima Nikaya, o Colección de 150 "Discursos Medios" (3 volúmenes).
3. Samyutta Nikaya, o Colección de 7.762 "Discursos Relacionados", agrupados por materias en cincuenta y seis secciones (samyuttas) (5 volúmenes).
4. Anguttara Nikaya, o Colección de 9.950 "Discursos sobre Un Solo Tema en Orden Ascendente", agrupados según el número de artículos que se dan en listas -de uno a once-, de los que tratan los discursos (5 volúmenes).
5. Khuddaka Nikaya, que consiste en 15 "Textos Pequeños" en 20 volúmenes. Incluye textos de temática variada, muchos de ellos en verso, que contienen parte del material más antiguo y más reciente del Canon:
  1. Khuddakapatha, una colección corta de "Lecturas Breves" para ser recitadas.
  2. Dhammapada, o "Versos sobre el Dhamma", una colección popular de 423 versos concisos de carácter ético en su mayor parte. Su popularidad queda reflejada en el elevado número de veces que se ha traducido a lenguas occidentales.
  3. Udana, ochenta suttas cortos basados en los "Versos de Inspiración".
  4. Itivuttaka, o "Tal y Como se Dijo": 112 suttas cortos.
  5. Sutta Nipāta, el "Conjunto de Discursos", una colección de 71 suttas en verso, y que incluye parte del material más antiguo, como el Atthakavagga.
  6. Vimanavatthu, "Historias sobre las Mansiones", sobre los renacimientos divinos.
  7. Petavatthu, "Historias de difuntos", sobre los renacimientos espectrales.
  8. Theragatha, "Versos de los ancianos", relata cómo alcanzaron la iluminación algunos de los primeros monjes.
  9. Therigatha, "versos de las monjas"
  10. Jataka, una colección de 547 "Historias sobre Nacimientos", sobre las vidas pasadas del Buda, con la finalidad de ilustrar temas de moral. Las historias completas se relatan en el comentario, que se basa en los versos, que son canónicos; el conjunto comprende 6 volúmenes. Aunque se trata de una sección del Canon bastante tardía, y que probablemente ha incorporado muchas leyendas populares de la India, es extremadamente conocida y se utiliza con frecuencia en los sermones.
  11. Niddesa, "comentario" a una parte del Sutta Nipāta.
  12. Patisambhidamagga, análisis de tipo Abhidhamma sobre algunos temas de la doctrina (2 volúmenes).
  13. Apadana, "Relatos" sobre las vidas pasadas de los monjes y monjas que aparecen en el Thera-gatha y el Theri-gatha.
  14. Buddhavamsa, "Crónica de los Budas", sobre 24 Budas pasados.
  15. Cariyapitaka, "Cesto de Conducta", sobre la conducta de Gotama en vidas pasadas acumulando las "perfecciones" de un bodhisatta.

### Abhidhamma Pitaka
Abhidhamma Pitaka, o Cesto de Enseñanzas Adicionales, es la colección de textos en los cuales se abordan los principios doctrinales presentes en las otras dos Canastas. Estos principios están aquí reorganizados y estructurados dentro de un sistema que investiga la naturaleza de la mente y de la materia. Está compuesto de 9 textos en 13 volúmenes, en una edición.